# Céneo

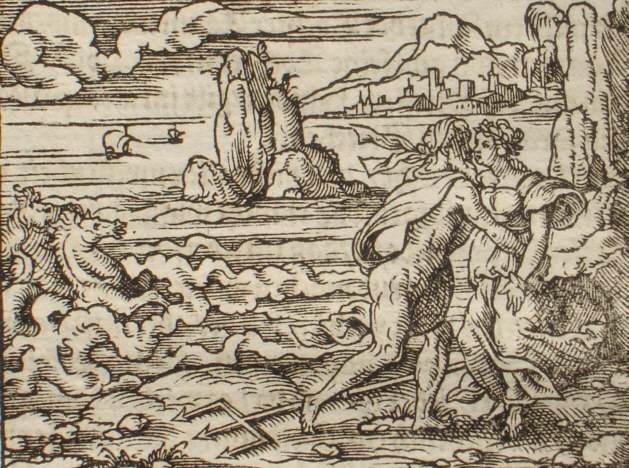
Grabado de Virgil Solis para la obra de Ovidio Las metamorfosis: Poseidón y Cene.

En la mitología griega, Céneo o Ceneo (Καινεύς / Kaineús; lat.: Caeneus) era el rey de la tribu perrebia de los lápitas, ubicada en Magnesia o el monte Otris. Se dice que en otro tiempo había nacido como mujer, con el nombre de Cenis o Cénide (o bien Cene o Cena; Καινή), y que por abolengo era hija de Élato o bien de Átrace, pero no se menciona quién era su madre. Su patronímico es Ceneida.
Hesíodo, Dicearco, Clearco, Calímaco y algunos otros cuentan que, en el país de los lapitas, el rey Élato tuvo una hija llamada Cénide. Poseidón se mezcló con ella y prometió hacerla lo que ella quisiera. Ella pidió que la convirtiese en hombre y la hiciese invulnerable. Conforme a la petición, Poseidón la hizo hombre y cambió su nombre por el de Ceneo. Acusilao, el primer autor en citarla, dice que le pidió expresamente a Poseidón ser un hombre para evitar dar a luz a su hijo o a cualquier otro. Ovidio dice que Poseidón forzó a la muchacha y aprovechando de que el dios estaba de buen humor Cénide le pidió cambiar de sexo para no ser violentada nunca más.
Algunos dicen que Ceneo, exaltado por su nuevo estado, colocó una lanza en medio de la plaza del mercado, donde se congregaban los ciudadanos, y les obligó a hacer sacrificios a la lanza como si fuera un dios, prohibiéndoles honrar a ninguna otra divinidad.
A pesar de su invulnerabilidad, cayó a manos de los centauros en la guerra que se suscitó entre estos y los lápitas. No pudiendo matarlo ni hacerlo retroceder en la batalla, los centauros no tuvieron más remedio que, entre todos ellos, enterrarle vivo bajo un montón de troncos de abeto. Los propios lapitas, asombrados al contemplar el cadáver incólume de Céneo, decían que no había recibido ninguna herida durante el resto de su vida y murió sin recibirla. Dicen que tras su muerte emergió del cadáver un ave de brillantes alas, el flamenco.
Higino, en su nómina de expedicionarios de los argonautas, cita hasta tres hijos: Corono, que provenía de la Girtón tesalia, y también Foco y Príaso, tan sólo descritos como magnesios. En las Argonáuticas órficas se añade a otro hijo entre los viajeros, Enio.  Al menos en una fuente se nos dice que Ceneo fue uno de los participantes en la cacería del jabalí de Calidón.
Sobre el final de Ceneo, Higino es el único autor que nos dice que finalmente terminó suicidándose.
De Céneo decían descender los cipsélidas, linaje de la ciudad de Corinto.